# Конституція

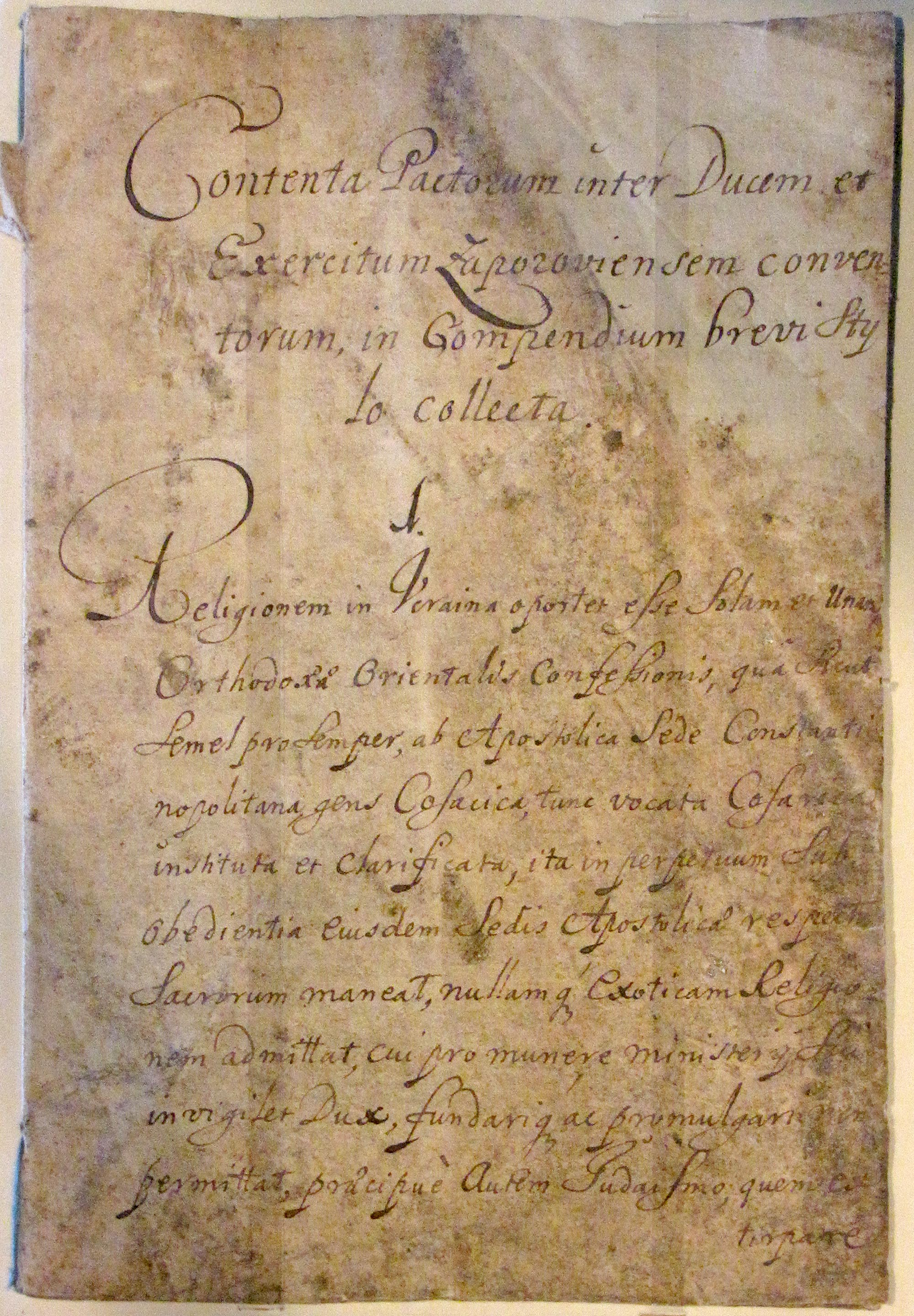
Конституція Пилипа Орлика (Гетьманщина) 1710 рік

Конститу́ція (лат. constitutio — установлення, устрій, порядок) — основний державний документ (закон), який визначає державний устрій, порядок і принципи функціонування представницьких, виконавчих та судових органів влади, виборчу систему, права й обов'язки держави, суспільства та громадян. Інші закони держави, як правило, спираються на конституцію.
|                                                             |  |  |
| Пам'ятна монета НБУ присвячена 10-річчю Конституції України |  |  |

Залежно від того, як об'єктивно виражена воля законодавця, розрізняються дві групи конституцій: писані й неписані. Писані конституції складені у вигляді юридичних документів, та в свою чергу поділяються на кодифіковані (єдиний акт у систематизованій формі) та некодифіковані (сукупність кількох документів). Більшість держав світу, в тому числі Україна, має писані кодифіковані конституції. Прикладами некодифікованих конституцій є конституції Ізраїлю та Швеції. Неписані конституції становлять рідкісний виняток. До них умовно можна віднести конституції Великої Британії, Нової Зеландії та Канади, де крім писаних документів є й неписані (конституційні звичаї, судові прецеденти, традиції тощо).
Конституції стосуються різноманітних рівнів, від суверенних держав до корпорацій і товариств. Міжнародний договір, що утворює міжнародні організації, також є їхньою конституцією в тому, що визначає, як цю організацію утворено. Для країни, чи то суверенної, чи то суб'єкта федерації, конституція визначає принципи, на яких ґрунтується держава та порядок, за яким і хто має право ухвалювати закони. Деякі конституції, особливо кодифіковані, також виступають як обмежувачі щодо державної влади шляхом встановлення меж, які керівники держави не можуть перетнути, тобто основоположних прав. Прикладом можна назвати Конституцію України.
Найдовшою серед усіх писаних конституцій суверенних держав світу є Конституція Індії, яка містить 444 статті у 22-х розділах, 12 доповнень і 118 поправок, зі 146 385-ма словами в її англомовній версії,. Найкоротшими конституціями є Конституція США (7 статей та 27 поправок) та Конституція Монако, що налічує 10 розділів із 97-и статей та загалом 3 814 слів.

## Етимологія
Термін конституція у різні часи використовувався неоднозначно. Він походить від латинського слова constitutio, що вживалося для постанов і розпоряджень, зокрема законодавчих актів імператорів часів Стародавнього Риму (лат. constitutiones principis: edicta, mandata, decreta, rescripta).. До української мови цей термін прийшов через англійську та французьку мови. З історії стародавнього світу залишилося багато прикладів уживання терміна «конституція» (давньогрецький аналог — «політія») для позначення нормативно-правових актів важливого державного значення, зокрема, наприклад, акти, що їх видавав візантійський імператор Юстиніан (VI ст.) з метою проведення кодифікації римського права, а також відома «Афінська політія». Пізніше термін широко використовувався у канонічному праві для позначення важливих визначень, зокрема указів, що видавалися Папою Римським й наразі називаються апостольською конституцією.
У середньовічній Європі конституціями називали акти, у яких закріплювалися привілеї та вольності феодалів (наприклад, Велика хартія вольностей 1215 року в Англії; акти Фрідріха II — «Конституція про права князів духовних» 1220 року, «Конституція про права князів світських» 1232 року; Великий березневий ордонанс 1358 року у Франції тощо).
У сучасному значенні нормативно-правовий термін «конституція» вперше вжив Шарль-Луї де Секонд Монтеск'є (1689–1755), який, серед іншого, використовував його для характеристики державного ладу тогочасної Великої Британії.

## Загальні риси
Як правило, кожна сучасна писана конституція надає конкретні повноваження організаціям і публічним інститутам, встановленим на первинній засаді дотримання обмежень такої конституції. За словами Скотта Гордона, політична організація є конституційною до тієї міри, до якої вона «містить інституційні механізми контролю за владою для захисту інтересів і свобод громадян, у тому числі ті, які можуть бути в меншини».
Латинський термін ultra vires (перевищення влади) описує діяльність посадових осіб усередині організації чи держави, що виходить за межі конституційних або законних повноважень даних осіб. Наприклад, об'єднання студентського самоврядування може бути забороненим за участь у діяльності, що не стосується студентів; якщо діяльність цього об'єднання не є студентською, то така діяльність вважається ultra vires статуту об'єднання, і ніхто не буде зобов'язаний за статутом дотримуватися цієї діяльності. Прикладом із конституційного права суверенної держави може бути право провінційного уряду у федеративній державі ухвалювати закони у відповідній провінції лише відповідно до повноважень, перелічених для провінційного уряду у конституції, таких як ратифікація договору. Ultra vires надає законні підстави для примусового припинення таких дій, які можуть набрати чинності за допомогою рішення судової влади у порядку конституційного контролю. Порушення прав посадовою особою буде ultra vires через те, що (конституційним) правом обмежені повноваження відповідного органу, і тому офіційна особа могла б здійснити повноваження, якими вона не наділена.
У більшості, але не в усіх сучасних державах, конституція має верховенство над звичайним законом; у таких державах, у яких офіційний акт є неконституційним, тобто не має влади, наданої уряду за конституцією, такий акт є null and void (недійсним), й анулюється ab initio, тобто від самого початку, а не від дня визнання неконституційним. Він ніколи не був «правом», навіть попри те, що будучи законом або законним положенням, він міг бути ухваленим відповідно до законотворчих процедур. Іноді проблемою є те, що не закон є неконституційним, а його застосування «на особливий випадок», і суд може ухвалити рішення, що, хоч є способи, що могли б визнати його конституційним, цей окремий приклад не був дозволений або легітимізований. У такому разі тільки застосування може бути визнане неконституційним. Історично склалося, що засіб судового захисту за такі порушення є клопотаннями для судових наказів звичаєвого права, таких як quo warranto.

## Інші юридичні властивості конституції
Конституції притаманна ціла низка юридичних властивостей, що характеризують її місце в системі права і роль у суспільстві:
| Властивість                                | Характеристика |
| ------------------------------------------ | --- |
| Центральне місце в правовій системі країни | Конституція є базою, фундаментом усього законодавства. Це означає, що усі нормативні акти повинні розроблятися на основі конституції. Якщо який-небудь документ суперечить конституції, то він, безумовно, підлягає скасуванню. Конституція закріплює основи суспільного і державного устрою країни, визначає напрями розвитку суспільства і держави, основи організації та діяльності державних органів, а також органів місцевого самоврядування, встановлює конституційні гарантії здійснення прав та свобод людини і громадянина, спрямовує розвиток державної та самоврядної форм народовладдя. Саме цим закріплюється її центральне місце в системі. |
| Установчий характер                        | Установчий характер мають не тільки окремі її норми, а й уся конституція, бо вона є основою розбудови і діяльності держави і суспільства, всього законодавства, політичних і корпоративних установ країни, тобто в Конституції закріплюються найважливіші права, свободи та обов'язки громадян, система, принципи діяльності органів публічної влади. |
| Найвища юридична сила                      | Її норми завжди мають перевагу над положеннями інших законів, а тим більше актів виконавчої влади. Верховенство конституції означає, що закони та підзаконні акти ухвалюються конституційними органами та за встановленою в конституції процедурою. Конституція займає найвищий щабель в ієрархічній системі правових актів. |
| Пряма дія норм Конституції                 | Конституція підлягає безпосередньому (без необхідності ухвалення окремого нормативного акта) застосуванню, якщо: 1. зі змісту норм Конституції не випливає необхідність додаткової регламентації її положень законом; 2. правовий акт, який був чинним до набрання чинності конституцією або ухвалений після цього, суперечить їй; 3. правовідносини не врегульовано правовим актом. |
| Підвищена стабільність                     | Конституція закріпила базові засади конституційного ладу, форму держави. Водночас прогресивна стабільність соціально-економічного розвитку неможлива в умовах частих змін правової основи організації та діяльності органів державної влади та органів місцевого самоврядування. Тому наразі існують конституції, історія яких налічує не одну сотню років. Зміна конституції пов'язана зі змінами у суспільному житті, у співвідношенні політичних сил. Існують особливості ухвалення, зміни та перегляду конституцій. Якщо парламентські закони ухвалюються більшістю голосів, то для схвалення поправок і доповнень до конституції встановлюється особлива процедура в самому основному законі. За загальним правилом конституція змінюється у тому ж порядку, в якому вона була ухвалена. Іншими словами, як прийняття конституції, так і її зміна належать до компетенції установчої влади, а вона функціонує відповідно до суворіших процедурних правил, ніж законодавча влада. Скликання установчих зборів для внесення поправок до тексту чинної конституції звичайно не потрібне, але в деяких країнах (наприклад, у Болгарії) для зміни «укріплених» статей конституції (норми про територію держави та державний устрій) це необхідно. Поправки вносяться за рішенням парламенту або на підставі підсумків референдуму, однак прийняття таких рішень пов'язане зі спеціальними вимогами. Перш за все, сама пропозиція про внесення поправок вимагає дотримання певних умов. Якщо проект звичайного закону в ряді країн може внести один член парламенту, то проект про зміну конституції вноситься тільки главою держави, урядом, певною групою депутатів. |
| Особливий правовий захист                  | Особливий правовий захист має на меті забезпечення дотримання конституційних положень, захист від порушень як «знизу» — фізичними і юридичними особами, так і «згори» — різними гілками публічної влади. Вони передбачають застосування органами публічної влади, їх посадовими особами з метою дотримання конституції форм і методів діяльності в рамках наданої компетенції. Конституції деяких держав (наприклад, Конституція ФРН) передбачають можливість застосування і неправових засобів захисту, закріплюючи право народу чинити опір неконституційній владі, але їх застосування можливе лише в надзвичайних ситуаціях. Особливою процедурою, механізмом, який забезпечує захист конституції, є так званий конституційний контроль. |

## Історія та розвиток
| Конституція                             | Рік                  | Зображення |
| --------------------------------------- | -------------------- | ---------- |
| Конституція Солона                      | поч. VI ст. до н. е. |            |
| Конституція сімнадцяти статей (Японія)  | бл. 604              |            |
| Конституція Сан-Марино                  | 1600                 |            |
| Курляндська конституція                 | 1617                 |            |
| Конституція Пилипа Орлика (Гетьманщина) | 1710                 |            |
| Конституція США                         | 1787                 |            |
| Конституція 3 травня (Польща)           | 1791                 |            |
| Конституція Канади                      | 1867                 |            |

### Досучасні конституції

#### Давнина

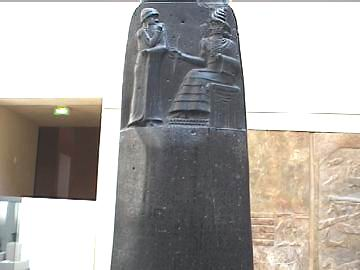
Фрагмент зі стели Хаммурапі показує, як він одержує закони Вавилону.

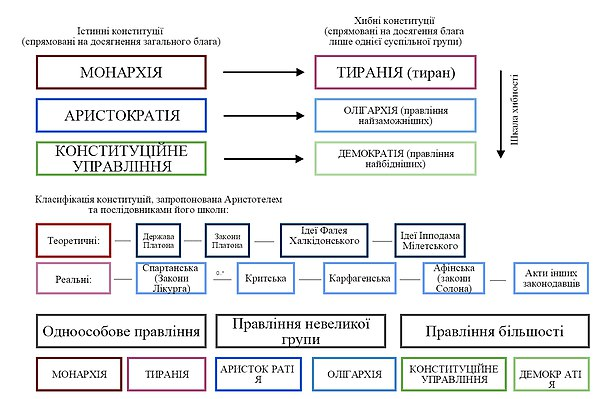
Діаграма, що ілюструє класифікацію конституцій, зроблену Арістотелем.

Розкопки в сучасному Іраку, що проводив Ернест де Сарзек 1877 року, виявили докази існування найдавнішого серед відомих кодексів, виданого королем Шумеру Урукагіною Лагашським близько 2300 року до н. е. Можливо, найдавніший прототип закону, який закріплював форму правління, сам цей документ досі не знайдено; однак відомо, що він надавав деякі права своїм громадянам. Наприклад, відомо, що він звільнив від сплати податків сиріт і вдів, а також захищав бідних від лихварства з боку багатих.
Після цього, багато органів державного управління провадили свою діяльність відповідно до писаних кодифікованих законів. Найстарішим серед досі відомих таких документів є Кодекс Ур-Намму держави Ур (бл. 2050 року до н. е.). Деякі найвідоміші стародавні юридичні кодекси включають Кодекс Ліпіт-Іштар Ісіну, Закони Хаммурапі Вавилонії, Кодекс Хіттіта, Ассирійський кодекс та Мозаїчне право.
621 року до н. е. писар на ім'я Дракон кодифікував жорстокі усні закони міста-держави Афіни; цей кодекс передбачав смертну кару як покарання для багатьох злочинів (у наш час дуже суворі правила часто називають «драконівськими»). 594 року до н. е. Солон, правитель Афін, створив нову Конституцію Солона. Вона полегшила тягар працівників і визначила, що членство у керівному класі мало ґрунтуватися на багатстві (плутократія), а не за народженням (аристократія). Клісфен знову реформував Афінську конституцію та встановив її на демократичних засадах 508 року до н. е.
Арістотель (бл. 350 року до н. е.) був одним із перших в історії людства, хто зробив формальний поділ між звичайним законом і конституційним правом, заснувавши ідеї конституції та конституціоналізму та спробувавши класифікувати різноманітні форми конституційного управління. Основним визначенням, що він використав для опису конституції у загальних рисах, було «розташування посад у державі». У своїх роботах Афінська політія, Політика та Нікомахова етика він досліджував різноманітні тогочасні конституції, зокрема Афін, Спарти та Карфагену. Арістотель класифікував конституції на такі, що він уважав добрими, й такі, що він уважав поганими, та дійшов висновку, що найкращою конституцією була та, яка передбачала змішану систему, що поєднувала монархічні, аристократичні та демократичні елементи. Крім того, він розрізняв громадян, що мали право брати участь у державному правлінні, а також негромадян та рабів, що не мали такого права.
Римляни вперше кодифікували свою конституцію 450 року до н. е., назвавши її Закони Дванадцяти таблиць. Вони діяли як низка законів, до яких час від часу вносились поправки, але римське право не було перетворено на єдиний кодекс аж до Кодексу Феодосія (438 року до н. е.); пізніше, у Східній Імперії Codex repetitæ prælectionis (534 року) мав значний вплив у Європі. Наступними на сході були Еклоґ Лева III Ісавра (740 року) та Василіка Василія І Македонянина (878 року).
Едикти Ашоки встановили конституційні принципи III століття до н. е. для королівського правління Маур'їв у Давній Індії. Стосовно конституційних принципів, майже втрачених до глибокої давнини, див. закони Ману.

#### Темні століття та раннє Середньовіччя
Багато німецьких народів, що заповнили вакуум влади, залишили у ранньому Середньовіччі своє кодифіковане право. Серед перших із писаних німецьких правових кодексів був Вестготський кодекс Ейріха (471 року). За ним ішли Бургундська правда, що застосовувала окремі для германців і римлян кодекси; Алеманська правда та Салічна правда франків, усі були написані одразу після 500 року. 506 року Бревіарську, або «Римську правду» Аларіха II, короля вестготів, було ухвалено й об'єднано у Феодосійський кодекс разом із попередніми різноманітними римськими законами. Системи, що з'явилися дещо пізніше, включали едикт Ротарі лангобардів (643 року), Вестготську правду (654 року), Алеманську правду (730 року) та Фризьку правду (бл. 785 року). Усі ці континентальні кодекси були написані латинською мовою, у той час як англосаксонська мова використовувалася для подібних законів в Англії, починаючи з Кодексу Етельберта І (602 року). Бл. 893 року Альфред I Великий поєднав цей і два інші давніші саксонські кодекси, доповнивши їх законами Мойсея та християнськими заповідями, для утворення законів короля Альфреда (Книги долі) — англійського кодексу законів.
Японська Конституція сімнадцяти статей, написана 604 року та оприлюднена принцом Шьотоку, є найдавнішою конституцією в азійській політичній історії. Відчувши вплив буддистських вчень, цей документ приділяв більше уваги соціальній моралі, ніж інститутам влади як такої та залишається першою відомою спробою видання конституції.
Мединська конституція (араб. صحیفة المدینه, Ṣaḥīfat al-Madīna), також відома як Мединський статут, була розроблена пророком ісламу Магометом. Вона являла собою офіційну угоду між Магометом й усіма значними племенами та сім'ями Ясрибу (пізніше відомого як Медина), у тому числі мусульман, євреїв і язичників. Цей документ було складено з явним прагненням покласти кінець гірким міжплемінним сутичкам між кланами Аус і Хазрай усередині Медини. З цією метою було надано низку прав й обов'язків мусульманам, євреям і язичницьким громадам Медини й об'єднано їх усередині однієї громади — умми. Точне датування Мединської конституції залишається суперечливим питанням, але загалом вчені погоджуються, що її було написано невдовзі після хіджри (622 року). Конституція встановила: безпеку суспільства, релігійні свободи, роль Медини як хараму, або священного місця (за винятком усіх видів насильства та зброї), безпеку жінок, стабільні родоплемінні відносини всередині Медини, податкову систему для підтримки суспільства під час конфлікту, параметри для екзогенних політичних об'єднань, систему надання захисту особам, судову систему для розв'язання суперечок, а також регулювала сплату «кревних грошей» (сплату між сім'ями чи племенами за вбивство осіб замість принципу таліону).
В Уельсі Закони Гівела були кодифіковані королем Дехейбарту Гівелом Добрим бл. 942–950 років.

#### Середньовіччя другого тисячоліття
Правда Ярослава, спочатку складена Київським князем Ярославом Мудрим, була надана Великому Новгороду близько 1017 року, а 1054 року була включена до Руської Правди, що стала законом для усієї Київської Русі. Вона збереглася лише в пізніших виданнях XV століття.

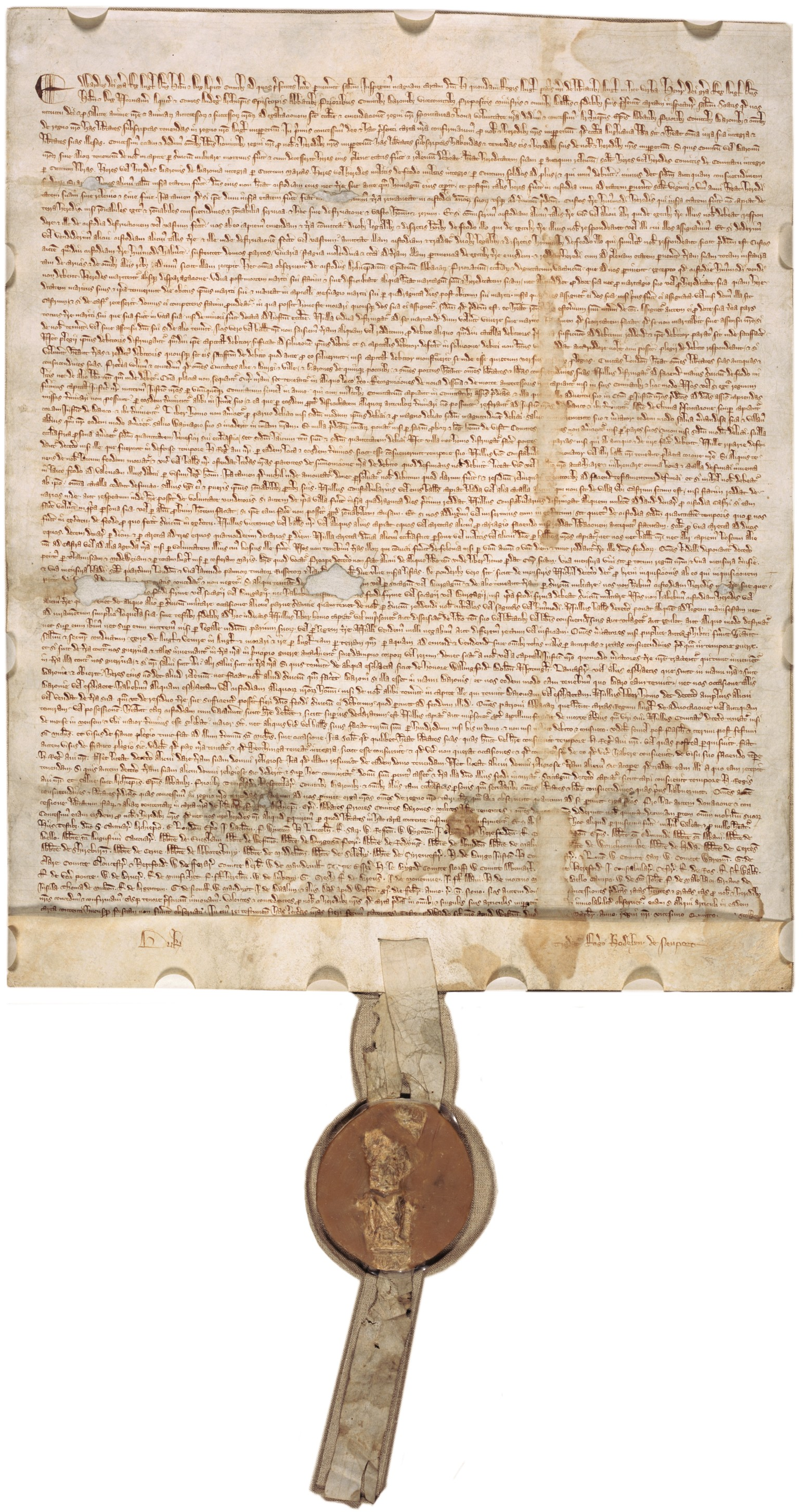
Копія Великої хартії вольностей від 1297 року

Проголошення 1100 року в Англії Генріхом І Хартії вольностей, вперше пов'язало короля з духівництвом і дворянством. Цю ідею було розширено й уточнено англійськими баронами, коли вони змусили короля Іоанна видати Велику хартію вольностей 1215 року. Одна з найважливіших статей Великої хартії вольностей, близька до «габеас корпус», передбачала, що королю не було дозволено незаконно ув'язнювати, виганяти чи вбивати будь-кого за власним бажанням — необхідно було дотримуватись законної процедури та юридичних гарантій. У цій статті, Статті 39 Великої хартії вольностей, було зазначено:
Жодна вільна людина не може бути заарештована, ув'язнена, позбавлена свого володіння, оголошена поза законом, вигнана або будь-яким іншим чином знедолена, і король не може виступити проти неї інакше, ніж відповідно до вироку рівних із ним (перів) і згідно із законом.
Після цього це положення стало наріжним каменем англійської свободи. Суспільний договір на початку був між королем і дворянством, але поступово поширився на усіх людей. Таким чином виникла система конституційної монархії, а подальші реформи зрушили баланс влади від монархії та дворянства до Палати громад.
Номоканон святого Сави (серб. Zakonopravilo — Законоправило) був першою сербською конституцією від 1219 року. Цей правовий акт був високорозвиненим. Номоканон святого Сави був зведенням романо-германського права, що базувалося на римському та канонічному праві, що, у свою чергу, базувалося на Вселенських соборах, головною метою якого було організувати функціонування молодого Сербського королівства та Сербської церкви. Номоканон був абсолютно новим зведенням цивільних і канонічних норм, узятих із візантійських джерел, але доповнених і змінених святим Савою з метою оптимізації їх дії на території Сербії. Крім приписів, що внормовували церковну діяльність, паралельно існували різноманітні норми, що регулювали цивільне життя населення, більшість із яких було взято з Прохірону. Юридичні запозичення римсько-візантійського права стали базою сербського середньовічного права. Суть Законоправила базувалася на Corpus iuris civilis.
Стефан Душан, цар сербів і греків, видав Законник Стефана Душана (серб. Dušanov Zakonik — Душанів Законник) у Сербії на двох державних конгресах: 1349 року у Скоп'є та 1354 року у Серресі. Він регулював усі сфери громадського життя, ставши другою сербською конституцією після Номоканону святого Сави (Законоправила). Законник базувався на римсько-візантійському праві. Юридичне запозичення помітне у статтях 171 та 172 Законнику Стефана Душана, що регулювали юридичну незалежність. Їх було взято з візантійського кодексу Базилік (книга VII, 1, 16–17).
1222 року угорський король Андрій II видав Золоту буллу.
Між 1220 та 1230 роками правитель Саксонії, Ейке фон Репков, видав Саксонське зерцало, що стало верховним законом, який діяв на території земель Німеччини аж до 1900 року.
У XIII столітті Сундіата Кейта проголосив усну конституцію, що федералізувала імперію Малі й мала назву Курукан Фуґа.
У той же час, близько 1240 року, коптський єгипетський християнський письменник, 'Абуль Фада'іль ібн аль-'Ассаль, написав Закон королів арабською мовою. 'Ібн аль-Ассаль запозичив свої закони частково з апостольських писань і закону Мойсея, та частково з кодексів колишньої Візантійської імперії. Є декілька історичних записів, що стверджують, що цей Закон було перекладено мовою Геез, і він потрапив до Ефіопії близько 1450 року за князювання Зери Якоба. Тим не менш, перша письмова згадка про використання його як конституції (найвищого закону землі) пов'язаний із Сарсою Денґелем починаючи з 1563 року. Закон королів залишався верховним законом в Ефіопії до 1931 року, коли сучасну за стилем Конституцію було вперше видано імператором Хайле Селассіє I.
Золота булла 1356 року була законодавчим актом, виданим Рейхстагом у Нюрнбергу, очолюваним імператором Карлом IV. Булла зафіксувала важливий аспект конституційного ладу Священної Римської імперії на період тривалістю понад чотириста років.
У Китаї імператор Чжу Юаньчжан створив й удосконалив документ, що він назвав Заборони предків (уперше опубліковано 1375 року, а потім двічі переглянуто до його смерті в 1398 році). Ці правила слугували в прямому розумінні конституції для династії Мін протягом наступних 250 років.

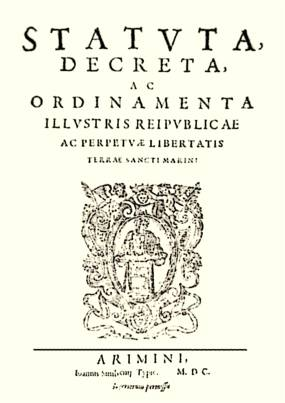
Перша сторінка Конституції Сан-Марино.

Найдавнішою писаною конституцією серед тих, що досі чинні у суверенній державі, є сан-маринська. Конституція Сан-Марино написана латинською мовою та складається з шести книг. Перша книга, з 62 статтями, закріплює існування рад, судів, різноманітних виконавчих органів та встановлює покладені на них повноваження. Інші книги стосуються кримінального та цивільного права, судових процедур і засобів правового захисту. Написаний 1600 року, документ, що залишається чинним донині, базується на Statuti Comunali (Статут міста) 1300 року, на який, у свою чергу, мав вплив Кодекс Юстиніана.

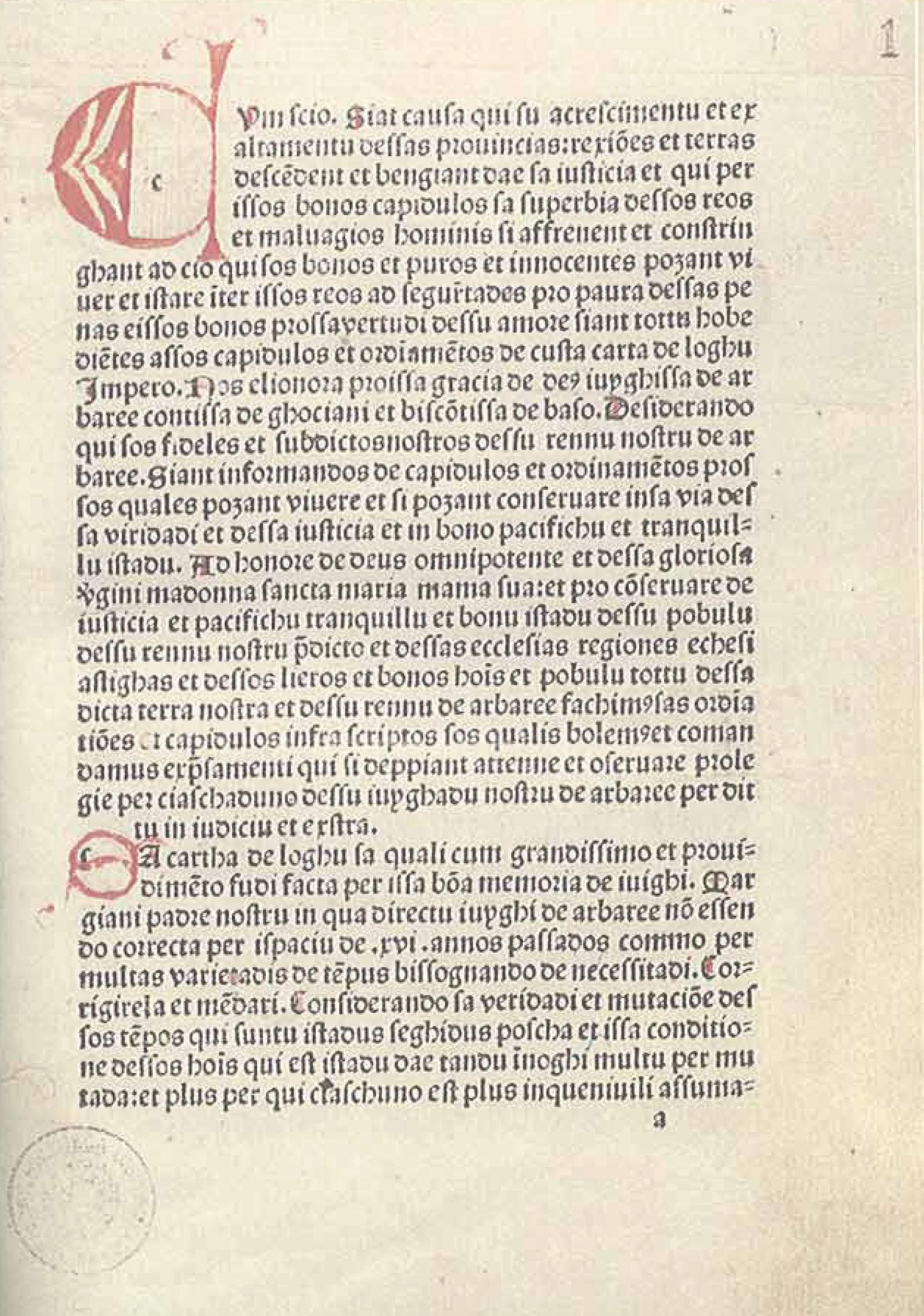
Перша сторінка хартії де Лоґу

1392 року Carta de Logu (хартія де Лоґу) була кодексом юдикату Арборея, проголошеним Елеонорою. Хартія була чинною у Сардинії, допоки її не було замінено кодексом Карла Фелікса у квітні 1827 року. Хартія була працею великого значення у сардинській історії. Вона була органічною, послідовною та систематичною законодавчою роботою, що охоплювала норми цивільного та кримінального права.
Ґайанашаґова, усна конституція нації ірокезів, також відома як Великий Закон Миру, встановила систему управління, за якої сахеми (вожді племені) членів Ліги ірокезів ухвалювали рішення на засадах загальної згоди усіх вождів після обговорень, ініційованих одним племенем. Місце сахему спадкувалося з покоління в покоління по старшій жіночій лінії.
Історики, зокрема Дональд Грінде, Брюс Йогансен та інші вважають, що Ірокезька конституція є джерелом Конституції США та 1988 року була визнана резолюцією в конгресі. Окремі вчені не підтримують даний постулат. Історик Стенфордського університету Джек Н. Раков заявив, що «ми маємо об'ємні записи для конституційної дискусії кінця 1780-х, що не містять значної кількості посилань на ірокезів», а також що є достатньо європейських прецедентів для демократичних інституцій США. Френсіс Дженнінгз зазначав, що заява Бенджаміна Франкліна, часто цитована прихильниками тези, не підтримує цієї ідеї як виступ за об'єднання проти цих «неосвічених дикунів» і називає цю ідею «абсурдом». Антропологіст Дін Сноу заявляв, що хоча на Албанський план Франкліна, можливо, мала певний вплив Ліга ірокезів, існує мало свідчень, що чи то План, чи то Конституція ввібрала щось суттєве з цього джерела, та стверджує, що «…такі твердження заплутують й очорнюють тонкі та відмінні риси ірокезького правління. Дві форми правління є відмінними й індивідуально чудовими за задумом».

#### Конституція Пилипа Орлика

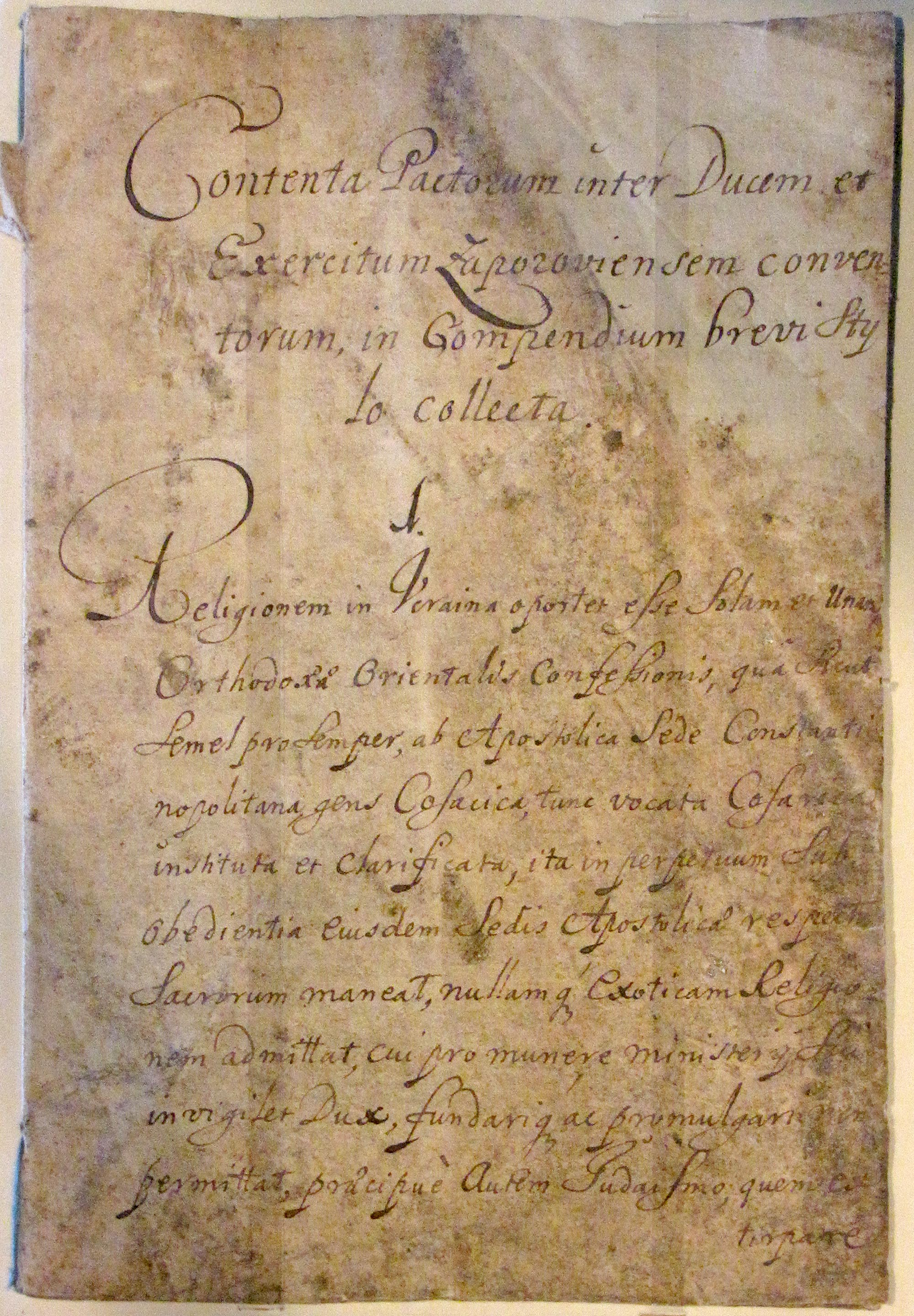
Бендерська Конституція гетьмана Пилипа Орлика.

«Договори і Постановлення Прав і вольностей Війська Запорозького» — договір, який пізніше дістав назву Конституція Пилипа Орлика.
Був підписаний 1710 року Пилипом Орликом, гетьманом Війська Запорозького. Він примітний тим, що обмежував виконавчі повноваження гетьмана; створював козацьку Генеральну Раду та встановлював Військовий Генеральний Суд. Однак проект Орлика щодо незалежної Української Держави не було втілено, і його Конституція, написана у вигнанні, не набрала чинності.

#### Ранні європейські та американські конституції
1639 року, колонія Коннектикут ухвалила Основні закони, що вважаються першою північноамериканською конституцією й саме відтоді є базою для кожної нової конституції Коннектикуту, а також причиною отримання Коннектикутом звання «Конституційного Штату».
Англійський протекторат, створений Олівером Кромвелем після громадянської війни, оприлюднив першу докладну письмову конституцію, ухвалену сучасною державою; вона мала назву Інструмент управління. Ця конституція сформувала основу управління недовготривалою республікою з 1653 по 1657 роки, забезпечивши юридичне обґрунтування для збільшення повноважень Кромвеля після того, як парламент не міг постійно здійснювати ефективне управління. Більшість понять та ідей, упроваджених у сучасній конституційній теорії, особливо бікамералізм, поділ влади, писана конституція та судовий нагляд, простежуються ще в експериментах того періоду.
Складений генерал-майором Джоном Ламбертом 1653 року, Інструмент управління містив елементи більш раннього документа «Пункти пропозицій», який було схвалено Армійською радою 1647 року як набір пропозицій, призначених стати основою для конституційного врегулювання після поразки короля Карла I в Першій англійській громадянській війні. Карл відхилив пропозиції, але перед початком Другої громадянської війни гранди Армії нового зразка представили Пункти пропозицій як їх альтернативу більш радикальній Угоді народу, представленій агітаторами та їхніми громадянськими прихильниками на Патнейській конференції.
4 січня 1649 року Охвістя оголосило, «що народ є, після Бога, джерелом усієї влади; що громади Англії, які обрані народом і представляють його, мають найвищу владу в цій країні».
Інструмент управління було ухвалено парламентом 15 грудня 1653 року, й Олівер Кромвель став лорд-протектором наступного дня. Конституція створила Національну раду, що складалася з 21 члена, у той час як виконавча влада належала офісу «лорд-протектора Співдружності»; ця посада обіймалася довічно й не переходила у спадок. Конституція також вимагала скликання трирічних парламентів, кожен із яких мав засідати принаймні протягом п'яти місяців.
Інструмент управління було замінено у травні 1657 року на другу, й останню, кодифіковану англійську конституцію, запропоновану сером Крістофером Паке, що мала назву «Скромна петиція та порада». Петиція запропонувала спадкову монархію Оліверу Кромвелю, затвердила контроль парламенту стосовно питань оподаткування, заснувала незалежну раду як дорадчий орган при королі та гарантувала засідання трирічного парламенту. Модифікована версія Скромної петиції з вилученою пропозицією про королювання була ратифікована 25 травня, а перестала діяти у зв'язку зі смертю Кромвеля і відновленням монархії.
Іншими прикладами тогочасних європейських конституцій були Конституція Корсики 1755 року та шведська Конституція 1772 року.
Усі британські колонії у Північній Америці, що повинні були стати 13 першими штатами США, ухвалили свої конституції 1776 та 1777 року, протягом Американської революції (та перед пізнішими Статтями Конфедерації та Конституцією США); за винятком штатів Массачусетс, Коннектикут і Род-Айленд. Співдружність Массачусетс ухвалила свою Конституцію 1780 року, найстарішу досі чинну конституцію серед штатів США; у той час як Коннектикут і Род-Айленд офіційно продовжили чинність їхніх старих колоніальних хартій, аж поки ними не було ухвалено своїх перших конституцій штатів 1818 та 1843 року відповідно.
Модель того, що іноді називають «Конституція Просвітництва», була розроблена філософами доби Просвітництва, зокрема Томасом Гоббсом, Жаном-Жаком Руссо, Джоном Локом тощо. Відповідно до неї, конституційні форми правління повинні бути стабільними, гнучкими, підзвітними, відкритими та представляти народ (тобто підтримувати демократію).
Конституція Сполучених Штатів, ратифікована 21 червня 1788 року, була створена під впливом британської конституційної системи та політичної системи Об'єднаних провінцій, а також наукових праць Полібія, Лока, Монтеск'є й інших. Документ став відправною точкою для республіканізму та подальших писаних кодифікованих конституцій.

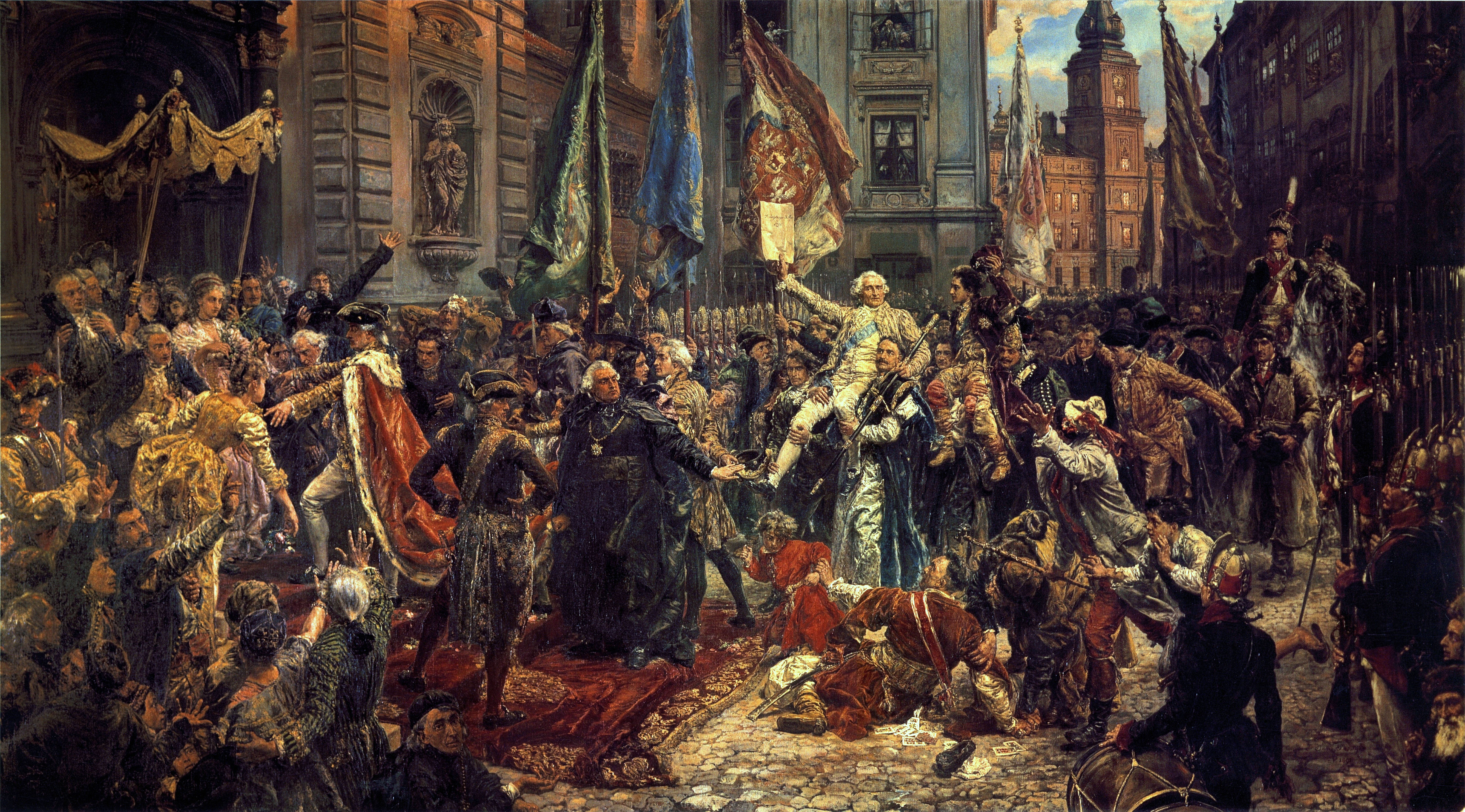
Конституція 3 травня (намальована Яном Матейком, 1891). Польський король Станіслав Август (зліва, у царському оздобленому горностаєм плащі) входить до варшавського Кафедрального собору Івана Хрестителя, де депутати Сейму присягатимуть додержуватися нової Конституції; на задньому плані — варшавський Королівський замок, де Конституцію щойно було ухвалено.

Наступними були Конституція 3 травня 1791 року Речі Посполитої, та Французька конституція 1791 року. Обидві конституції проіснували недовго, у Польщі — через російську інтервенцію, у Франції — через розвиток революційних подій.
19 березня 1812 року Конституцію Іспанії було ратифіковано кортесами — парламентом, зібраним у Кадісі, єдиному іспанському континентальному місті, вільному від французької окупації. Конституція Іспанії слугувала як модель для інших ліберальних конституцій низки південноєвропейських та латиноамериканських держав, зокрема, наприклад, Конституції Португалії 1822 року, конституцій різноманітних італійських держав протягом повстань карбонаріїв (тобто в Королівстві Обох Сицилій), Конституції Норвегії 1814 року, а також Конституції Мексики 1824 року.
У Бразилії, Конституція 1824 року слугувала засадою для монархії як політичної системи після здобуття країною незалежності. Лідером національного процесу емансипації був португальський принц Педро I, старший син короля Португалії. Педро був коронований 1822 року як перший бразильський імператор. Країна перебувала під владою конституційної монархії до 1889 року, коли, урешті-решт, було прийнято республіканську модель.
У Данії, у результаті Наполеонівських воєн, абсолютна монархія втратила своє особисте володіння Норвегією на користь іншої абсолютної монархії, Швеції. Однак норвежці ухвалили радикально демократичну та ліберальну конституцію 1814 року, сприйнявши багато аспектів конституцій США та революційної Франції; але збереження спадкової монархії було обмежено конституцією, як у Конституції Іспанії.
Перша Федеральна конституція Швейцарії набрала чинності у вересні 1848 року (офіційно переглядалася у 1878, 1891, 1949, 1971, 1982 і 1999 роках).
Сербська революція спочатку призвела до проголошення протоконституції 1811 року; повноцінна Конституція Сербії з'явилася кількома десятками років пізніше, 1835 року. Першу сербську Конституцію було ухвалено на національних зборах у Крагуєваці 15 лютого 1835 року.
Конституція Канади набрала чинності 1 липня 1867 року під назвою Акт про Британську Північну Америку, будучи актом британського парламенту. Понад століття потому, цей Акт було передано до канадського парламенту та доповнено Канадською хартією прав і свобод. Крім конституційних актів, від 1867 до 1982 років, Конституція Канади також містить неписані елементи, засновані на загальному праві та договорі.

## Принципи проектування конституції
У результаті відходу від родоплемінного устрою суспільства й переселення людей до міст, бере початок свого розвитку державність; більшість тогочасних державоподібних утворень функціонувала спираючись на неписані звичаї, у той час коли деякі розвинені автократичні тиранічні монархії у своєму управлінні використовували декрети, засновані на особистій волі повелителів. Таким чином, більшість мислителів тих часів дійшли висновку про те, що головним фактором встановлення тієї чи іншої форми правління були особисті якості правителя й аж ніяк не спосіб формування управлінських інститутів. Даний постулат активно підтримувався Платоном, який був прихильником правління «царів-філософів». Пізніші автори, такі як Аристотель, Цицерон і Плутарх, вивчали моделі державного управління за допомогою юридичного й історичного підходів.
Доба Відродження відзначилася низкою політичних філософів, які у своїх працях критикували монархів і прагнули віднайти такі принципи проектування конституції, які, на їхній погляд, могли б сприяти встановленню ефективного та справедливого управління. Ця ідея бере свій початок з часів відродження римської концепції права народів і її застосування до відносин між народами, які прагнули ухвалення звичаєвих «законів війни і миру», щоб покращити умови війни та зробити їх не такими постійними. Це призвело до роздумів про обсяг владних повноважень монархів й інших посадових осіб, природу походження таких повноважень та способи зловживання ними.
Початковий момент у цій лінії дискурсу виник в Англії часів Громадянської війни, протекторату Кромвеля, праць Томаса Гоббса, Семюела Рутерфорда, левелерів, Джона Мілтона та Джеймса Гаррінгтона. Це призвело до дебатів між, з одного боку, Робертом Філмером, який був прибічником теорії божественного походження прав монархів, а з другого, Генрі Невіллом, Джеймсом Тірреллом, Алгерноном Сіднеєм та Джоном Локом. Останні є авторами концепції, відповідно до якої державна влада, по-перше, має будуватися на засадах природних законів, а по-друге, на суспільному договорі, укладеному між суспільством та владою, в основі якого виступають природні та суспільні закони, перш ніж держава офіційно визнає їх обов'язковими.
У той же час деякі автори досліджували питання важливості стилю державного управління, навіть у випадку коли на чолі держави стояв монарх. Вони також займалися класифікацією різноманітних історичних прикладів способів державного управління, типових для демократій, аристократій або монархій, і розмірковували, наскільки справедливими й ефективними був кожен із них і чому, а також які з переваг кожного з них могли бути отримані шляхом об'єднання елементів кожної окремої форми у складнішу, збалансовану конкурентними тенденціями. Дехто з вчених, такі як Монтеск'є, також досліджували, як законодавча, виконавча та судова функції держави могли бути належним чином виокремлені у гілки влади. Переважна теза цих дослідників полягала в тому, що проектування конституцій не є повністю довільним процесом або справою смаку. Вони дотримувались думки, що є основні принципи управління, які лежать в основі створення усіх конституцій для кожного державного устрою чи організації. Кожна конституція побудована на ідеях таких принципів без розуміння їх природи.
Пізніше у своїх творах Орестес Броунсон спробував пояснити ідеї авторів конституційного управління. На думку Броунсона, існує три, у певному сенсі, «конституції», зокрема: перша конституція природи, що включає усе, що має назву «природне право». Друга — конституція суспільства — є неписаною та зазвичай розуміється як набір правил для суспільства, створених суспільним договором перед встановленням їх державою, яка запроваджує третю, що має назву конституція держави. Друга включає такі елементи, як ухвалення рішень публічними зборами, що скликаються публічним повідомленням та проводяться відповідно до встановлених правил-процедур. Кожна конституція повинна бути узгоджена та здобувати свою обов'язковість від історичного акту формування суспільства чи конституційної ратифікації. Броунсон стверджував, що держава є об'єднанням із ефективною владою на чітко визначеній території, яке надало згоду на добре спроектовану конституцію, що існує на даній території, а також із можливістю для положень писаної конституції бути «неконституційними» у разі, якщо вони не відповідають конституціям природи чи суспільства. Броунсон підкреслював, що не тільки ратифікація легітимізує писану конституцію держави, але ця конституція також повинна бути грамотно спроектованою та застосованою.
Інші автори стверджують, що такі міркування справедливі не лише для національних конституцій, а й для установчих документів (конституцій) приватних організацій, що не є дивним, адже, як мінімум, вони містять саме ті положення, які задовольняють членів даних інституцій або після набуття практичного досвіду функціонування будуть змінені на необхідні шляхом внесення поправок. Положення, які призводять до виникнення певних видів питань, спричиняють потребу додаткових положень про те, як вирішити ці питання, і положення, які не пропонують курс дій, можуть бути опущені та стати причиною прийняття політичних рішень. Положення, які суперечать поглядам Броунсона й інших вчених, становлять основу так званих помилкових природних «конституцій», які в майбутньому неможливо буде втілити в суспільстві чи які можуть стати причиною виникнення у ньому нерозв'язних дискусійних проблем.
Проектування конституцій розглядалося як свого роду метагра. Мета цієї гри полягає у пошуку якнайкращого способу проектування та ухвалення писаної конституції, яка становила б правила гри для держави і завдяки якій буде оптимізовано баланс сфер справедливості, свободи та безпеки. Прикладом цієї метагри є Nomic.

## Класифікація
| Тип                                                          | Форма | Приклад(и) |
| За формою (структурою)                                       | За формою (структурою) | За формою (структурою) |
| ------------------------------------------------------------ | --- | --- |
| кодифікована                                                 | єдиний нормативний акт (документ) | Конституція України та більшість інших конституцій світу                                                                                     |
| некодифікована писана                                        | два або декілька документів, перелік яких чітко визначений | Конституція Сан-Марино, Конституція Швеції, Конституція Саудівської Аравії, Основні закони Ізраїлю                                           |
| некодифікована неписана                                      | чітко не визначена кількість джерел, серед яких можуть бути як писані (акти парламенту, судові прецеденти), так і неписані або усні (конституційні звичаї) | Конституція Канади, Конституція Нової Зеландії, Конституція Великої Британії                                                                 |
| За терміном дії                                              | | |
| постійні                                                     | ухвалюються на необмежений строк дії | чинні Конституція Норвегії, Конституція Люксембургу                                                                                          |
| тимчасові                                                    | ухвалюються на певний час | Конституційний Договір між Верховною Радою України та Президентом України від 8 червня 1995 року, а також деякі інші                         |
| За порядком зміни, внесення поправок і доповнень             | | |
| жорсткі                                                      | зміни до них вносяться в ускладненому порядку, тобто з дотриманням законодавчо визначених спеціальних процедур. Зазвичай, такий порядок закріплюється у тексті конституції, а сама жорсткість покликана забезпечити авторитет та стабільність основного закону                                       | Конституція США, Конституція Японії |
| гнучкі                                                       | зміни та доповнення до конституцій вносяться у звичайному порядку, без дотримання будь-яких процедур | некодифіковані конституції (Конституція Великої Британії, Конституція Швеції)                                                                |
| За способом ухвалення                                        | | |
| октройовані                                                  | даровані монархом, тобто розроблені без участі представницького органу | Конституція Непалу 2007 року (була чинною до 2015 року), Конституція Нігерії                                                                 |
| народні                                                      | ухвалені представницьким органом або шляхом референдуму | Конституція України, Конституція США |
| За формою правління, яка закріплюється в конституції         | | |
| монархічні                                                   | монархія | Конституція Японії |
| республіканські                                              | республіка | Конституція Франції, Конституція України |
| Залежно від державно-політичного режиму                      | | |
| демократичні                                                 | у державах з демократичною формою державного режиму | Конституція Фінляндії |
| авторитарні                                                  | у державах, в яких влада перебуває в руках незначної кількості осіб або певної особи, використовуються авторитарні методи державного управління, влада повністю здійснює контроль у політичній сфері, проте залишається відповідний простір свободи дій в економічній, соціальній, культурній сферах | Конституція Франції 1800 року — авторитарна наполеонівська конституція, Конституція Франції 1958 року — авторитарна деголлівська конституція |
| тоталітарні                                                  | у тих державах, де існує антидемократична форма державного режиму, держава повністю контролює всі сфери суспільного життя, дозволена цензура, не забезпечуються права і свободи людини та громадянина                                                                                                | конституції країн Африканського континенту                                                                                                   |
| За формою державного устрою, що встановлюється конституціями | | |
| федеративні                                                  | діють у федеративних державах | Основний закон ФРН |
| унітарні                                                     | діють в унітарних державах | Конституція України, Конституція Греції |
| За релігією та віросповіданням                               | | |
| унітарні                                                     | діють в деяких унітарних державах | У Лівії, в 1977 році, Конституцією офіційно визнано Коран                                                                                    |

### Україномовна література
- Крусян А. Р. Сучасний український конституціоналізм. К., 2010.
- Мішина Н. В., Міхальов В. О. [та ін.]. Конституційне право зарубіжних країн: у 2 томах. Середняк Т. К., 2014.
- Орзіх М. П., Єзеров А. А., Терлецький Д. С. Конституція України у судових рішеннях [Архівовано 11 лютого 2017 у Wayback Machine.]. К. : Юрінком Інтер, 2011.
- Савчин М. В. Конституціоналізм і природа конституції [Архівовано 11 лютого 2017 у Wayback Machine.]. Уж., 2009.
- Слюсаренко А. Г., Томенко М. В. Історія Української Конституції [Архівовано 13 січня 2017 у Wayback Machine.]. Також див. тут: Історія Української Конституції [Архівовано 12 лютого 2017 у Wayback Machine.].
- Стецюк П. Б. Основи теорії конституції та конституціоналізму: Посіб. Ч. 1. Л., 2004.
- Шаповал В. М. Конституційне право зарубіжних країн. Академічний курс: Підруч. К., 2008.
- Шаповал В. М. Конституція [Архівовано 17 квітня 2016 у Wayback Machine.] // Юридична енциклопедія : [у 6 т.] / ред. кол.: Ю. С. Шемшученко (відп. ред.) [та ін.]. — К. : Українська енциклопедія ім. М. П. Бажана, 2001. — Т. 3 : К — М. — С. 289. — ISBN 966-7492-03-6.
- Шаптала Н. К. Конституційне право України. Запоріжжя: Дике Поле, 2012.
- Шляхтун П. Конституція // Політична енциклопедія. Редкол.: Ю. Левенець (голова), Ю. Шаповал (заст. голови) та ін. — К.: Парламентське видавництво, 2011. — С. 355. — ISBN 978-966-611-818-2.
- Конституція // Мала енциклопедія конституційного права / Бошицький Ю. Л. та ін.; за заг. ред. проф., Засл. юриста України Ю. Л. Бошицького; НАН України, Київ. ун-т права. — К.: Кондор, 2012. — С. 172—179. — ISBN 978-966-2781-09-0.

### Іншомовна література
- Constitute [Архівовано 24 вересня 2013 у Wayback Machine.], індексово-пошукова база даних усіх чинних конституцій (англ.)
- Конституційне право, «Конституції, бібліографія, посилання» (англ.)
- Конституції держав Європейського Союзу [Архівовано 3 травня 2018 у Wayback Machine.] (нід.)
- 10 Oldest Constitutions In The World (Updated 2021) // www.oldest.org